# Сигард (Јута)
Сигард (енгл. Sigurd) град је у америчкој савезној држави Јута.

## Демографија
По попису из 2010. године број становника је 429, што је 1 (-0,2%) становника мање него 2000. године.
| Група             | 2000.       | 2010.       |
| Белци             | 409 (95,1%) | 406 (94,6%) |
| Афроамериканци    | 0 (0,0%)    | 1 (0,2%)    |
| Азијати           | 3 (0,7%)    | 0 (0,0%)    |
| Хиспаноамериканци | 10 (2,3%)   | 14 (3,3%)   |
| Укупно            | 430         | 429         |